# Mont Tautuapae
Mont Tautuapae ist ein Berg im Nordwesten der Insel Moorea im Archipel der Gesellschaftsinseln in Französisch-Polynesien. Er ist mit 769 m Höhe die fünfthöchste Erhebung der Insel und die höchste Erhebung der nordwestlichen Halbinsel, die die Baie d'Oponohu vom Pazifik trennt. Der Berg ist vulkanischen Ursprungs und besteht, wie nahezu alle Berge der Gesellschaftsinseln, aus Basalt.